# Anoploderomorpha izumii
Anoploderomorpha izumii es una especie de escarabajo longicornio del género Anoploderomorpha, tribu Lepturini, subfamilia Lepturinae. Fue descrita científicamente por Mitono & Tamanuki en 1939.
El período de vuelo de la especie se presenta durante los meses de mayo y junio.

## Descripción
Mide 9-13 milímetros de longitud.

## Distribución
Se distribuye por China.